# Benny Wendt
Benny Wendt (ur. 4 listopada 1950 w Norrköping) – szwedzki piłkarz występujący na pozycji napastnika.

## Kariera klubowa
Wendt zawodową karierę rozpoczynał w 1969 roku w klubie IFK Norrköping. W 1972 roku dotarł z zespołem do finału Pucharu Szwecji, jednak Norrköping przegrało tam z Landskrona BoIS. Pod koniec 1975 roku Wendt trafił do niemieckiego 1. FC Köln. W Bundeslidze zadebiutował 17 stycznia 1976 w wygranym 2:0 meczu z Herthą Berlin.
Latem 1976 roku odszedł do Tennis Borussii Berlin, również grającej w Bundeslidze. Pierwszy ligowy mecz zaliczył tam 14 sierpnia 1976 przeciwko Rot-Weiss Essen. W tamtym strzelił także dwa gole, które były jego pierwszymi w trakcie gry w Bundeslidze. W 1977 roku spadł z klubem do 2. Bundesligi. Wówczas odszedł z klubu.
W lipcu 1977 podpisał kontrakt z pierwszoligowym 1. FC Kaiserslautern. W jego barwach ligowy debiut zaliczył 6 sierpnia 1977 w wygranym 2:0 spotkaniu z Eintrachtem Brunszwik. W 1979 oraz 1980 zajmował z klubem 3. miejsce w lidze. W 1981 roku wystąpił z zespołem w finale Pucharu RFN. Kaiserslautern uległo tam Eintrachtowi Frankfurt 1:3.
W 1981 roku Wendt został graczem belgijskiego Standardu Liège. W 1982 zdobył z nim mistrzostwo Belgii. W 1983 ponownie został mistrzem Belgii, a także wygrał ze Standardem rozgrywki Superpucharu Belgii. W tym samym roku odszedł do zespołu Seiko SA z Hongkongu. W 1984 roku powrócił Szwecji, gdzie grał w IK Sleipner. W tym samym roku trafił do RFN, gdzie został graczem drużyny drugoligowej SC Freiburg. W 1985 roku zakończył tam karierę.

## Kariera reprezentacyjna
W reprezentacji Szwecji Wendt zadebiutował 17 września 1972 w wygranym 3:1 towarzyskim meczu z Norwegią. W 1978 roku został powołany do kadry na Mistrzostwa Świata. Zagrał na nich we wszystkich trzech meczach swojej drużyny - z Brazylią (1:1), Austrią (0:1) i Hiszpanią (0:1). Z tamtego turnieju Szwedzi odpadli po fazie grupowej. W latach 1972–1978 w drużynie narodowej Wendt rozegrał w sumie 20 spotkań i zdobył jedną bramkę.